# Wojciech Walczak

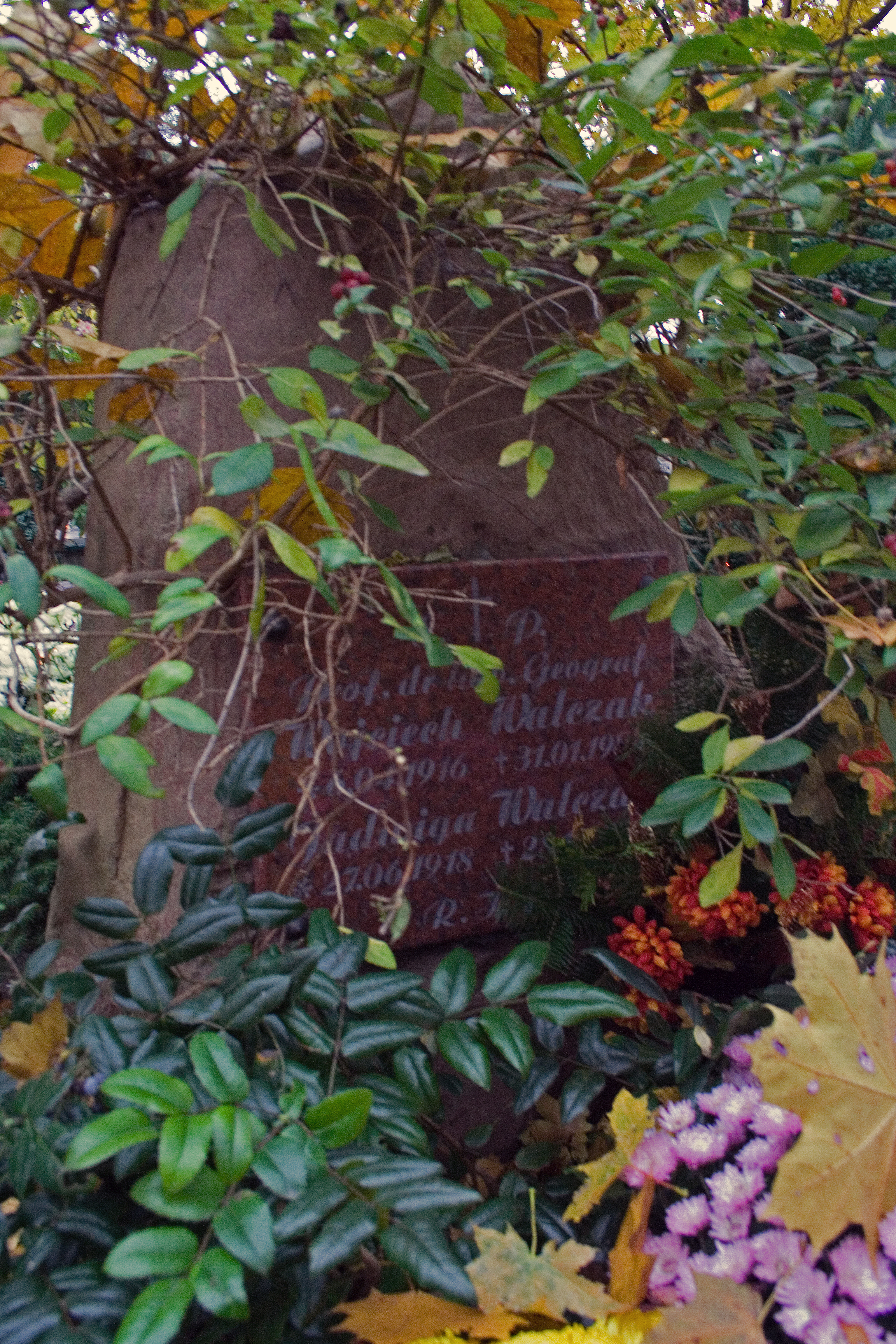
Grób Wojciecha Walczaka

Wojciech Walczak (ur. 6 kwietnia 1916 w Kowalowych, zm. 31 stycznia 1984 we Wrocławiu) – polski geograf, geomorfolog, profesor w Zakładzie Geografii Regionalnej Instytucie Geograficznym Uniwersytetu Wrocławskiego.

## Życiorys
Wojciech Walczak urodził się w Kowalowych koło Jasła, był synem Wojciecha i Józefy z Bernackich. Po ukończeniu czteroletniej Szkoły Powszechnej im. Stanisława Staszica w Jaśle, w roku 1926 uczęszczał do Państwowego Gimnazjum im. Króla Stanisława Leszczyńskiego w Jaśle, gdzie zdał maturę w 1934. W latach 1934–1935 odbywał służbę wojskową, najpierw w Szkole Podchorążych w Zambrowie, później w 2 Pułku Strzelców Podhalańskich w Sanoku.
W 1935 podjął studia geograficzne na Uniwersytecie Jagiellońskim, w czasie studiów zajmował się badaniem rumowisk skalnych Gorganów. Swoje spostrzeżenia na temat ich genezy zawarł w pracy magisterskiej pt. Rumowiska skalne grzbietu Sywuli w Gorganach, napisanej pod kierunkiem profesora Jerzego Smoleńskiego. Magisterium uzyskał w dniu 30 czerwca 1939 r.
Został awansowany do stopnia podporucznika rezerwy piechoty ze starszeństwem z 1 stycznia 1938. Po wybuchu II wojny światowej brał udział w kampanii wrześniowej jako dowódca jednej z kompanii 38 Pułku Piechoty. Lata wojny spędził w Krakowie, działał w konspiracji, uczestnicząc między innymi w tajnym nauczaniu. Po wyzwoleniu Krakowa objął w dniu 6 lutego 1945 stanowisko asystenta w Instytucie Geograficznym Uniwersytetu Jagiellońskiego, gdzie 20 lipca 1945 otrzymał stopień doktora na podstawie dysertacji Z morfologii i dyluwium dolin Będkowskiej i Kobylańskiej w Jurze Krakowskiej napisanej pod kierunkiem profesora Eugeniusza Romera.
W dniu 1 marca 1946 przybył do Wrocławia, aby objąć stanowisko adiunkta w Instytucie Geograficznym Uniwersytetu Wrocławskiego, z tym instytutem związał się już na zawsze. W roku 1954 otrzymał stanowisko docenta, w roku 1960 przejął po profesorze Julianie Czyżewskim funkcję kierownika Katedry Geografii Regionalnej. W roku 1963 otrzymał tytuł profesora nadzwyczajnego, a w 1971 zwyczajnego.
Na Uniwersytecie Wrocławskim pełnił ponadto w latach 1959–1960 funkcję prodziekana, a od 1963 do 1966 dziekana Wydziału Nauk Przyrodniczych oraz w latach 1962–1963 funkcję kuratora Zrzeszenia Studentów Polskich. Był również prezesem Oddziału Wrocławskiego Polskiego Towarzystwa Geograficznego, a od 1965 r. wiceprezesem Zarządu Głównego Polskiego Towarzystwa Geograficznego w Warszawie, członkiem Polskiego Towarzystwa Geologicznego. Przewodniczył także Komisji Fotointerpretacji Polskiego Towarzystwa Geograficznego. W latach 1977–1979 przebywał w Republice Federalnej Niemiec, gdzie wykładał geografię Polski na uniwersytetach w Hanowerze – 1977, Marburgu – 1978 i we Frankfurcie nad Menem w roku 1979. W czasie swojej pracy naukowej wypromował 180 magistrantów, 8 doktorów i 5 docentów.
Wojciech Walczak, pomimo tego że jego specjalnością była geomorfologia, był geografem uniwersalnym, jego zainteresowania naukowe obejmowały także takie dziedziny jak kartografia – opracował szereg map ogólnogeograficznych, geografia regionalna – jest autorem monografii geograficznych Polski i innych krajów Europy, które obejmują również zagadnienia z zakresu geografii społeczno-ekonomicznej oraz historii odkryć geograficznych – wraz z Józefem Babiczem opracował podręcznik akademicki z historii odkryć geograficznych. Jest także autorem przewodników turystycznych i krajoznawczych książek popularnonaukowych o Dolnym Śląsku. Do jego zasług zalicza się m.in. opracowanie podziału fizycznogeograficznego Sudetów.
Został pochowany na Cmentarzu Grabiszyńskim we Wrocławiu.

## Ważniejsze publikacje autorstwa profesora Walczaka

### Monografie geograficzne
- Pradolina Nysy i plejstoceńskie zmiany hydrograficzne na przedpolu Sudetów Wschodnich, 1954
- Dolny Śląsk Cz. 1 Sudety, 1968
- Dolny Śląsk Cz. 2 Obszar Przedsudecki, 1970
- Niemiecka Republika Demokratyczna, 1970
- Finlandia, 1973
- Republika Federalna Niemiec, 1976
- Słownik geografii NRD, 1979
- Dania, 1984

### Podręczniki akademickie
- Zarys historii odkryć geograficznych, 1968 (wraz z J. Babiczem)
- Rzeźbiarze powierzchni Ziemi, 1971
- Jak powstała rzeźba Polski, 1976

### Mapy
- Fizyczna mapa świata 1:18 000 000, 1946
- Turystyczna mapa Karkonoszy 1:75 000, 1947
- Samochodowy atlas Polski, 1947
- Kotlina Kłodzka i góry przyległe, mapa fizyczna, 1:100 000, 1948

### Publikacje popularnonaukowe
- Od fiordów północnych po Sztokholm, 1949
- Jak białe plamy znikały z map, 1959
- Ziemia Kłodzka, 1961
- Karkonosze, 1962
- Pod Śnieżnikiem: szkice z dziejów przemian krajobrazu geograficznego Sudetów Kłodzkich, 1964
- W cieniu Śnieżki: szkice z dziejów przemian krajobrazu geograficznego Sudetów Zachodnich i ich Pogórza, 1967
- W Sudetach Kłodzkich, 1969
- Na Pojezierzu Fińskim, 1972
- Między Ślężą i Chełmcem: szkice z dziejów przemian krajobrazu Przedgórza Sudeckiego i Sudetów Wałbrzyskich, 1974
- Nad Odrą: szkice z dziejów przemian krajobrazu geograficznego ziem nadodrzańskich Dolnego Śląska, 1974
- Na Grenlandii, 1986

### Przewodniki turystyczne
- Góra Ślęża (Sobótka), 1952
- Ziemia Kłodzka: Kotlina Kłodzka i góry przyległe, 1954
- Sudety Środkowe i Wschodnie: Ziemia kłodzka i Sudety Wałbrzyskie, 1962
- Region Bystrzycy Kłodzkiej, 1971
- Góry Stołowe, 1972